# Mr. Lawrence
Douglas Lawrence Osowski, känd som Mr. Lawrence, född 1 januari 1969 i USA, är en amerikansk skådespelare, röstskådespelare och komiker. Han är bland annat känd för att ha gjort rösten till Plankton i Svampbob Fyrkant och Filburt i Rockos moderna liv.